# Фаэтон (кузов)

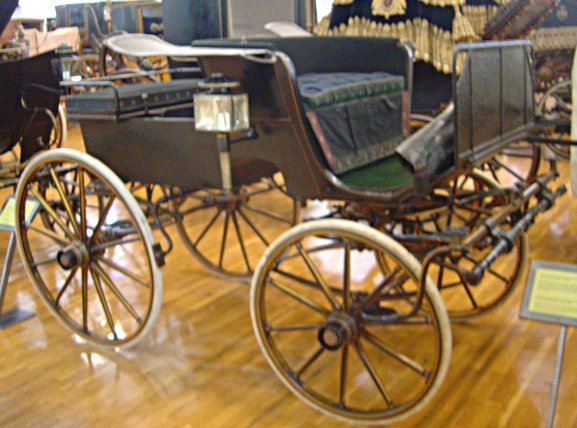
Конная повозка — фаэтон

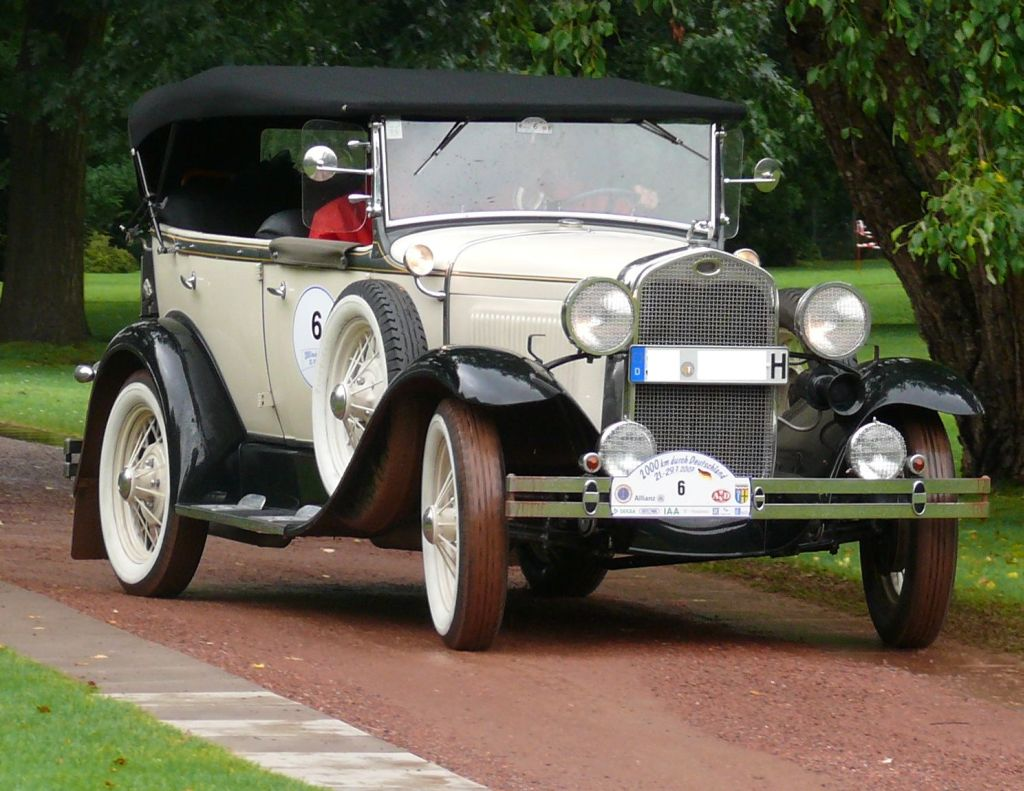
Автомобиль Ford A с кузовом «фаэтон»

Фаэтон (от имени мифологического персонажа Фаэтона) — тип легкового автомобиля, имеющего кузов с откидным верхом.
Термин произошел от названия одноименной лёгкой конной повозки с откидным верхом.
Значение термина со временем эволюционировало, к тому же следует иметь в виду весьма существенные различия между национальными терминологиями и наличие так называемых фирменных обозначений, зачастую конфликтовавших с общепринятыми.
В настоящее время двухместный автомобиль с мягкой или жёсткой съёмной крышей называется родстер.

## История

### Конная повозка

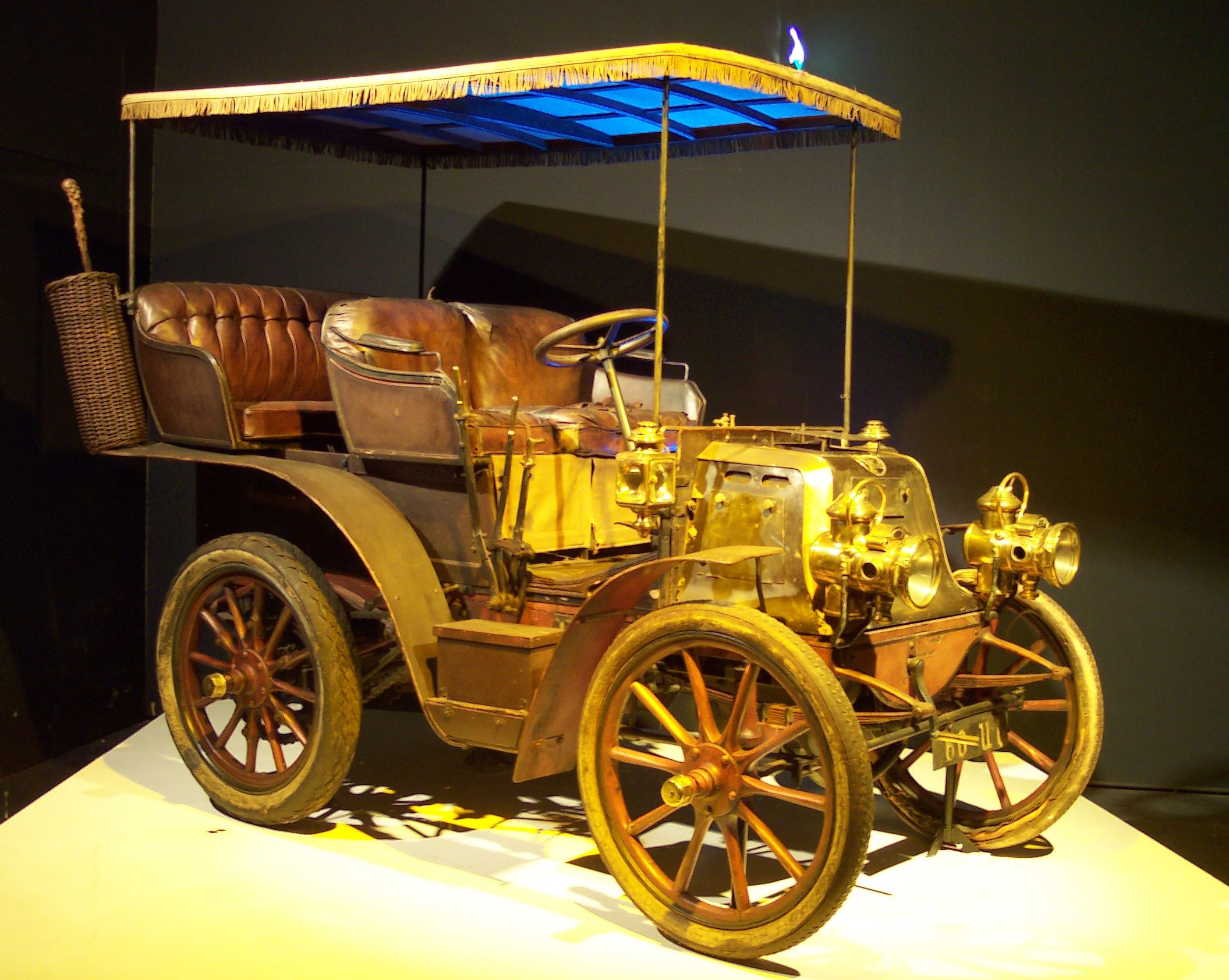
Ранний автомобиль с кузовом «дубль-фаэтон»

Фаэтоном изначально называлась лёгкая конная повозка с откидным верхом, позднее так могли называть первые автомобили, копирующие внешне конные экипажи-фаэтоны. Значение термина со временем эволюционировало, к тому же следует иметь в виду весьма существенные различия между национальными терминологиями (например, ландо) и наличие так называемых фирменных обозначений, зачастую конфликтовавших с общепринятыми.

### Кузов автомобиля

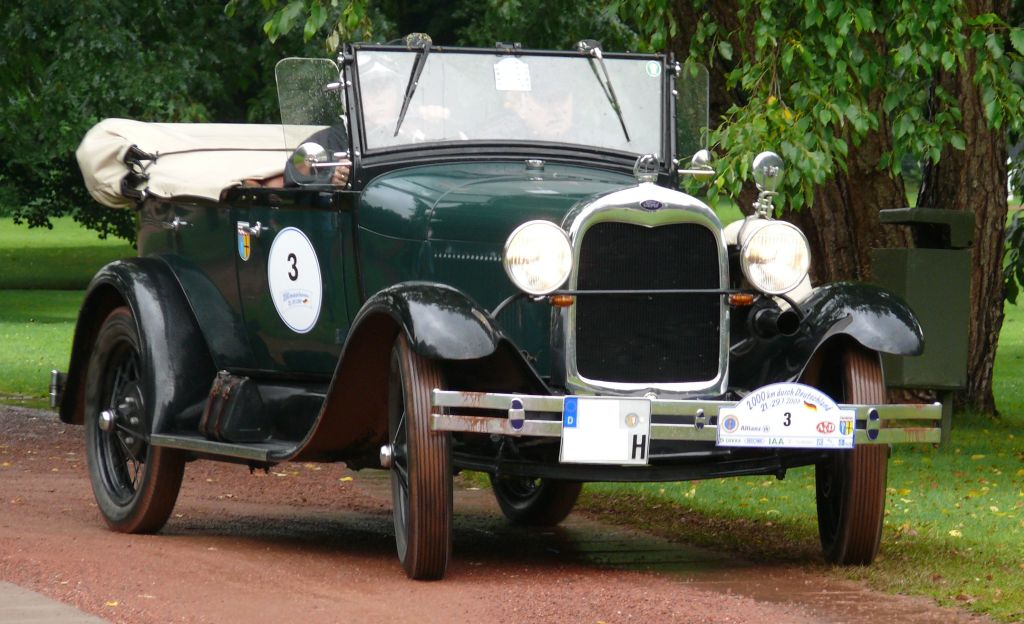
Фаэтон Ford с опущенным тентом

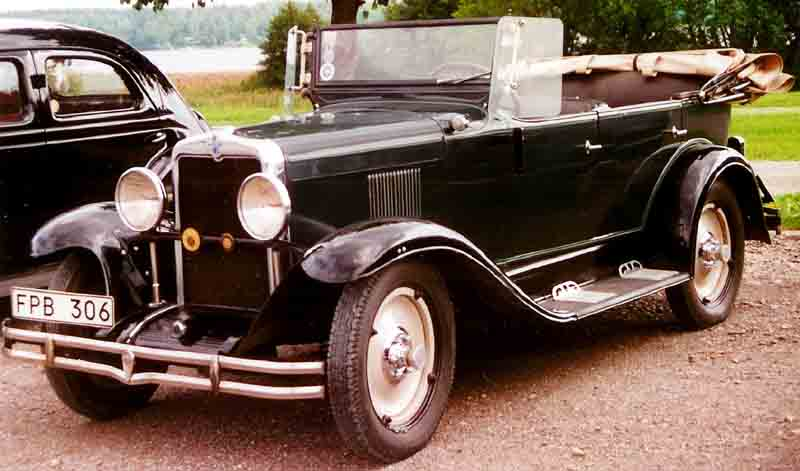
Фаэтон марки Chevrolet с опущенным тентом; США, 1929

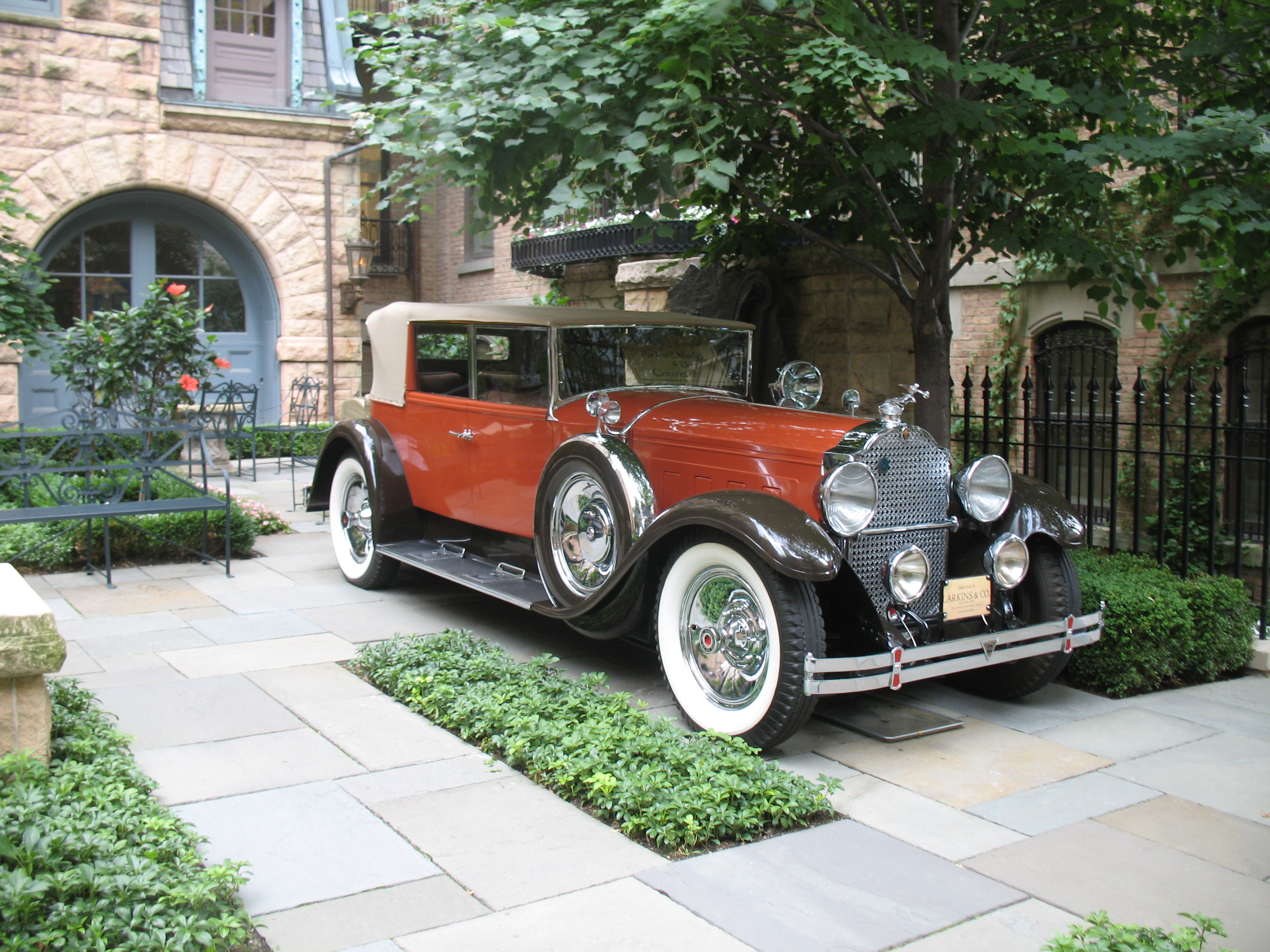
Для сравнения: Packard с кузовом «четырёхдверный кабриолет» (4-door convertible, он же convertible sedan); в отличие от фаэтона, имел подъёмные боковые стёкла в дверях и центральные стойки (съёмные)

Позднее фаэтоном стали называть открытый четырёхдверный кузов без боковых подъёмных стёкол, которые заменяли пристёгивающиеся к боковине на защёлках брезентовые шторки со встроенными в них целлулоидными окнами — в противоположность четырёхдверному кабриолету (Convertible Sedan), подъёмные боковые стёкла имевшему. Ещё позднее сюда же могли относить и автомобили со съёмными, а не подъёмными, боковыми стёклами.
До массового распространения закрытых автомобилей это был один из наиболее часто встречающихся типов кузова. Именно таким был кузов первого советского крупносерийного легкового автомобиля — ГАЗ-А.
Следует отметить, что термин в этом значении не был общеупотребителен, что, в принципе, касается практически всех обозначений типов кузовов в первые десятилетия существования автомобиля. Например, весьма похожий кузов мог обозначаться как «туринг» (Touring) — изначально это название подразумевало «туристический» автомобиль для длительных поездок, более массивный и прочный, в то время, как такой же по конфигурации кузова, но более лёгкий и спортивный называли «фаэтон». Впоследствии, по мере сглаживания различий между различными типами четырёхдверных открытых автомобилей, второй термин поглотил первый. Также существовал термин «торпедо» — он означал кузов типа «туринг», у которого капот и поясная линия находились на одном уровне по высоте; к тридцатым годам такой дизайн стал скорее правилом, чем исключением, и это обозначение также вышло из употребления.
Кузов с двумя рядами сидений также могли называть «дубль-фаэтон» (англ. Double-Phaeton, нем. Doppelphaeton).
Изредка перед задним сидением устанавливали второе ветровое стекло; иногда его роль играло стекло, выдвигающееся из спинки переднего дивана (на большинстве тогдашних автомобилей по сути игравшей роль перегородки, как на современных лимузинах, так как её наличие было необходимо для сохранения структурной жёсткости тогдашних кузовов с относительно непрочным деревянным каркасом).
Более крупные автомобили могли иметь и три ряда сидений (сюда же относились и автомобили, имевшие ряд складных сидений-страпонтенов, или даже просто место для третьего ряда) и иногда назывались «трипл-фаэтон» (Triple-Phaeton).

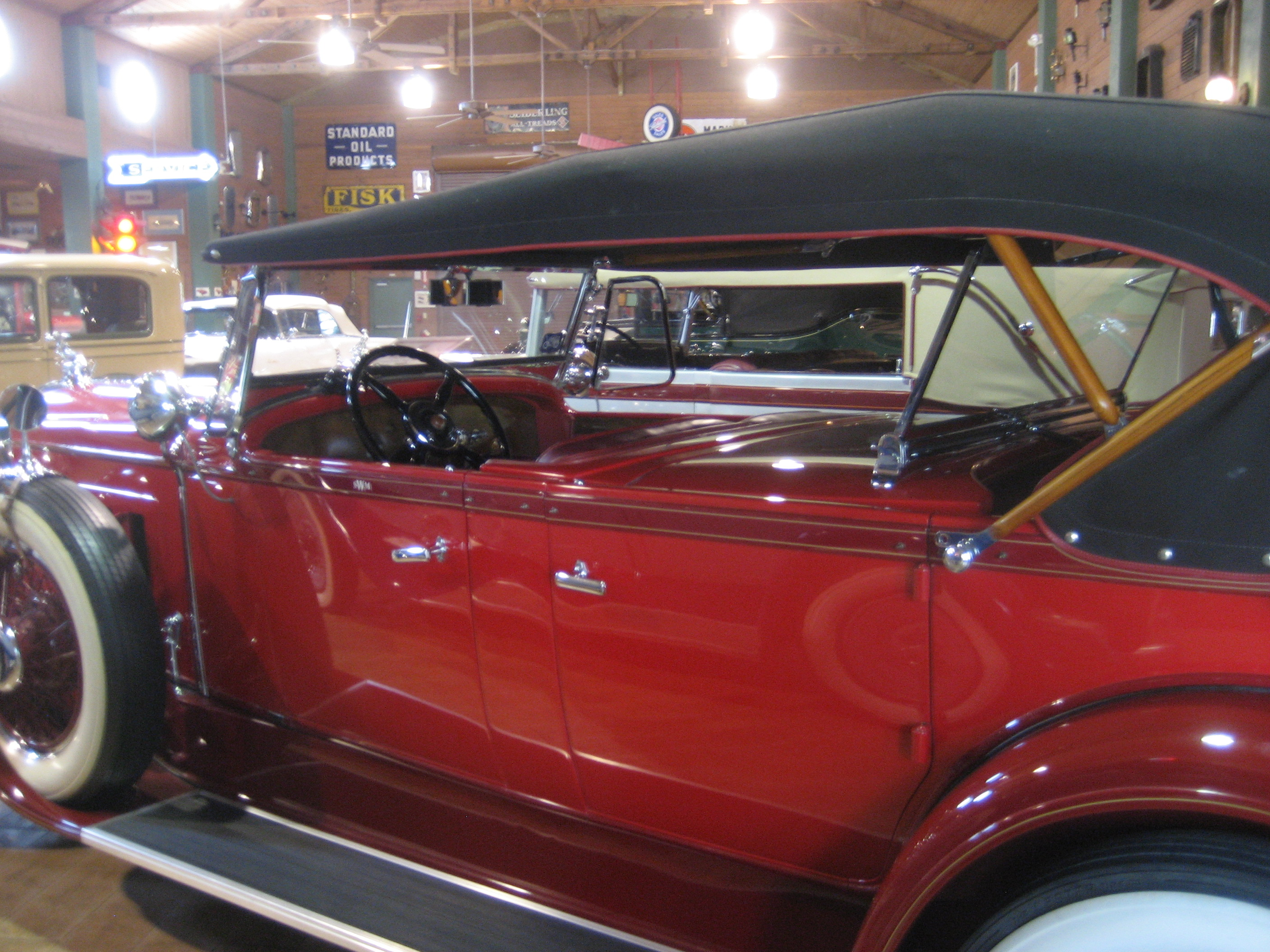
Автомобиль Packard с кузовом Dual Cowl Phaeton

Также существовал подтип, именовавшийся «дъюэл-коул фаэтон» (Dual-Cowl Phaeton) — у него между передним и задним пассажирскими отделениями имелась широкая перегородка с откидывающейся крышкой над ногами пассажиров заднего ряда, нёсшей второе ветровое стекло. Этот кузов встречался редко: даже дорогие автомобили марок типа Packard или Cadillac выпускались в таких кузовах единичными экземплярами по особому заказу.
Не менее редкими были кузова, называвшиеся «спорт-фаэтон» (Sport-Phaeton), и отличавшиеся более «обтекаемым» оформлением, в частности — округлой или каплевидной задней частью вместо «каретной» вертикальной стенки кузова обычного фаэтона, каплевидными законцовками крыльев, V-образным ветровым стеклом, и так далее.
Впоследствии термин «фаэтон» стал ассоциироваться в первую очередь именно с дорогим, роскошным автомобилем с открытым кузовом, имеющим удлинённую колёсную базу и место для трёх рядов сидений. Это было связано с тем, что фаэтоны на базе «обычных» автомобилей к концу 1930-х годов практически исчезли, вытесненные более практичными кабриолетами, и это обозначение стало ассоциироваться именно с дорогими автомобилями, на которых такие кузова сохранялись (хотя и перестали быть массовыми).
Именно таковы были кузова открытых представительских ЗИС-ов и парадных ЗИЛ-ов. При этом ЗИЛ-ы уже имели подъёмные стёкла в дверях, то есть, по меркам 1930-х годов к фаэтонам не относились, а принадлежали к типу «седан-кабриолет» (Convertible Sedan).
В США последним настоящим фаэтоном был Chrysler Imperial Parade Phaeton 1952 года, выпущенный в трёх экземплярах для участия в различных официальных мероприятиях.

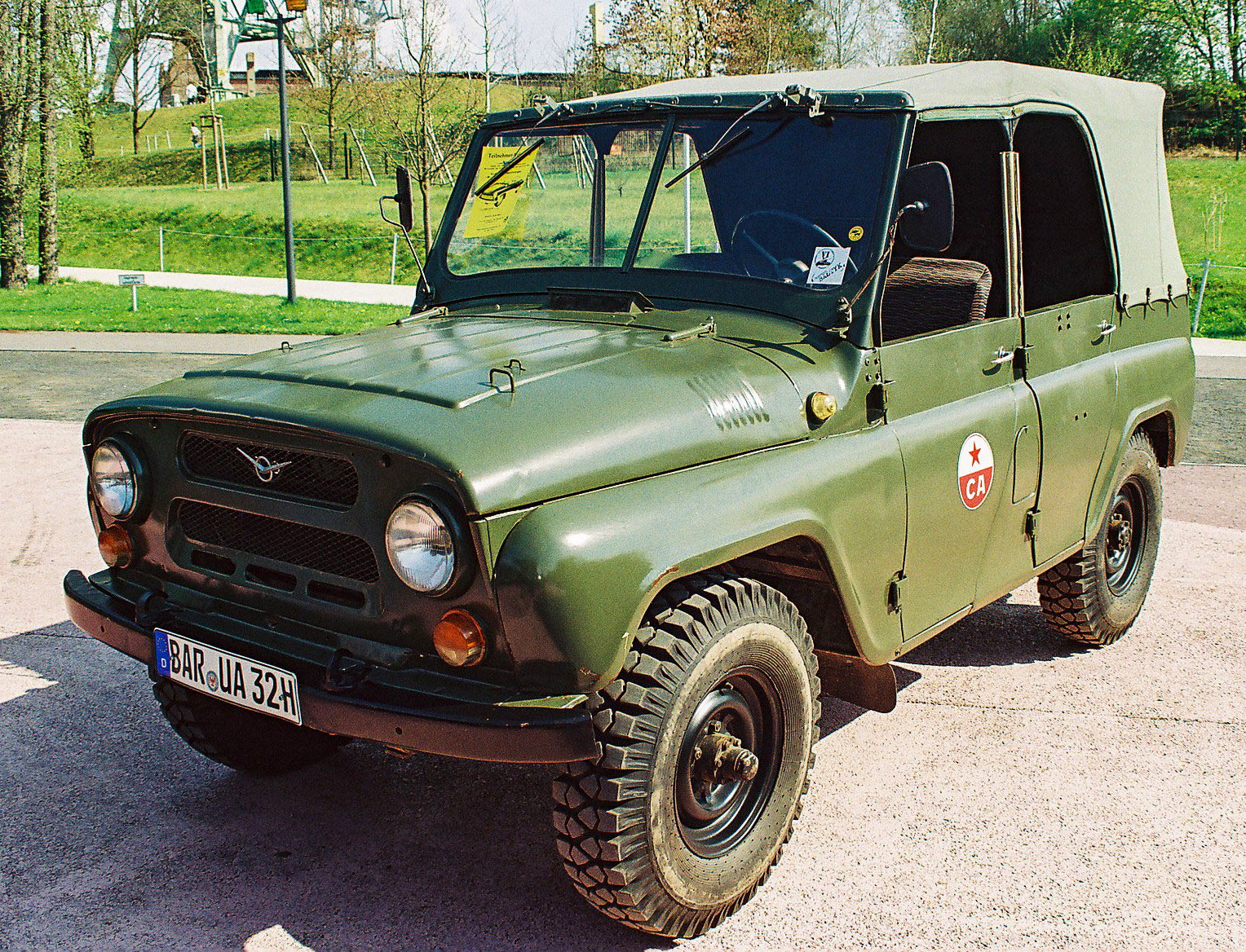
УАЗ-469

В противоположность этому направлению, иногда в отечественной литературе как «фаэтоны» обозначаются, например, кузова армейских внедорожников ГАЗ-69, УАЗ-469 и ЛуАЗ 969 на том основании, что они имели съёмные, а не поднимающиеся, боковые стёкла. Таким образом, в этой версии определения акцент делается именно на отсутствии или наличии подъёмных стёкол.

За границей же акцент в термине «фаэтон» делается, напротив, именно на увеличенное пространство для ног задних пассажиров и роскошь. Например, именно этот аспект имела в виду фирма Volkswagen, в 2002 году назвав свою модель представительского класса Volkswagen Phaeton (хотя кузов у неё был закрытым, типа «седан», и к настоящему кузову «фаэтон» отношения не имеет — слово «фаэтон» просто использовалось, чтобы подчеркнуть роскошность и комфортабельность новой модели, что, между прочим, вызвало некоторое недоумение в сочетании с первой частью названия — маркой Volkswagen, означающей «народный автомобиль»).

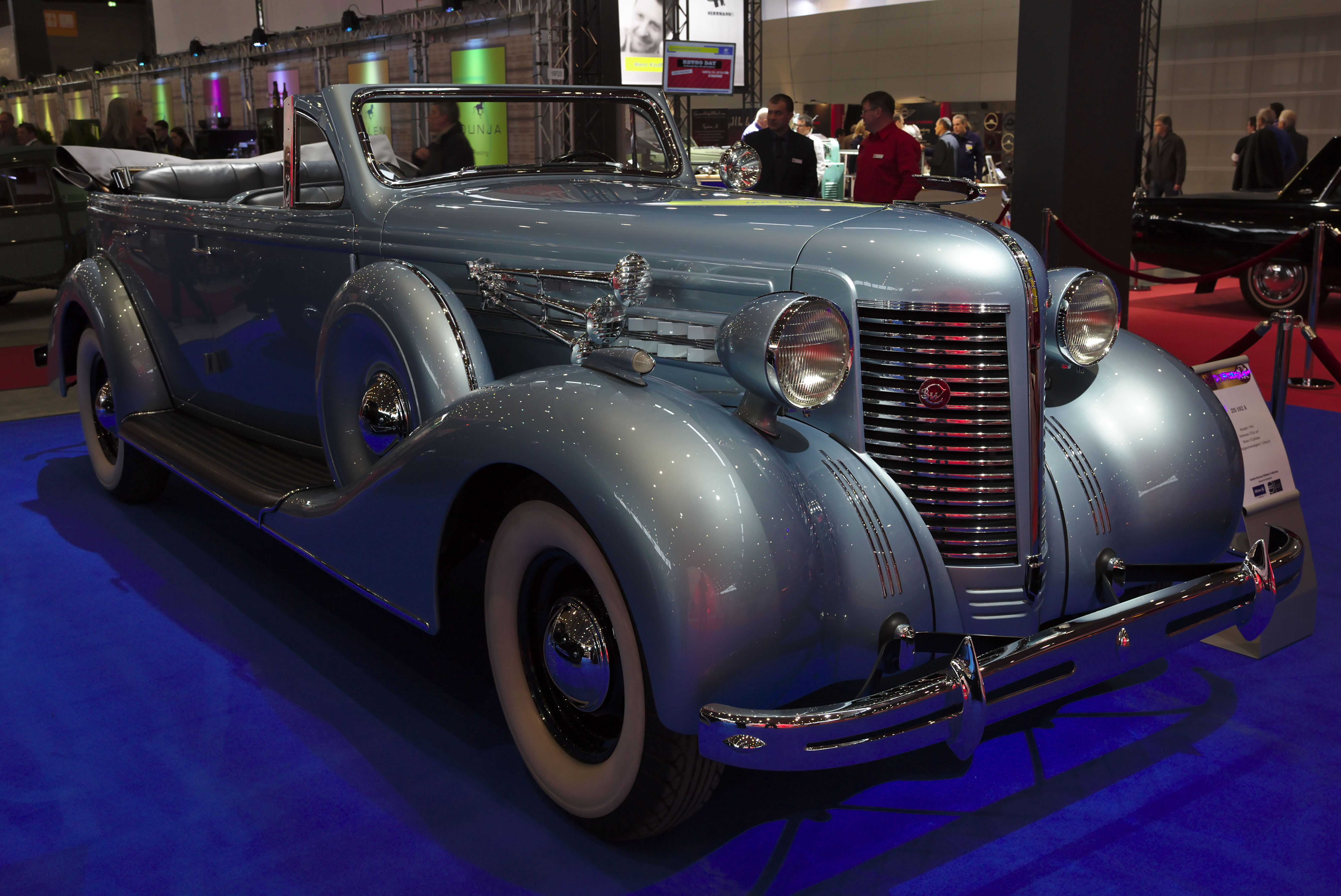
ЗиС-102А на Retro Classics 2018

## Примеры автомобилей с кузовом «фаэтон»

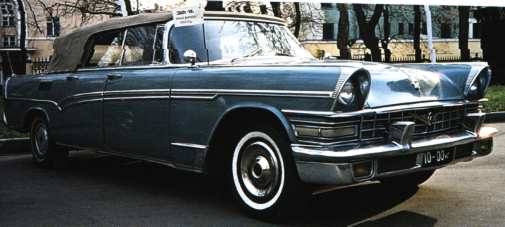
ЗИЛ-111В

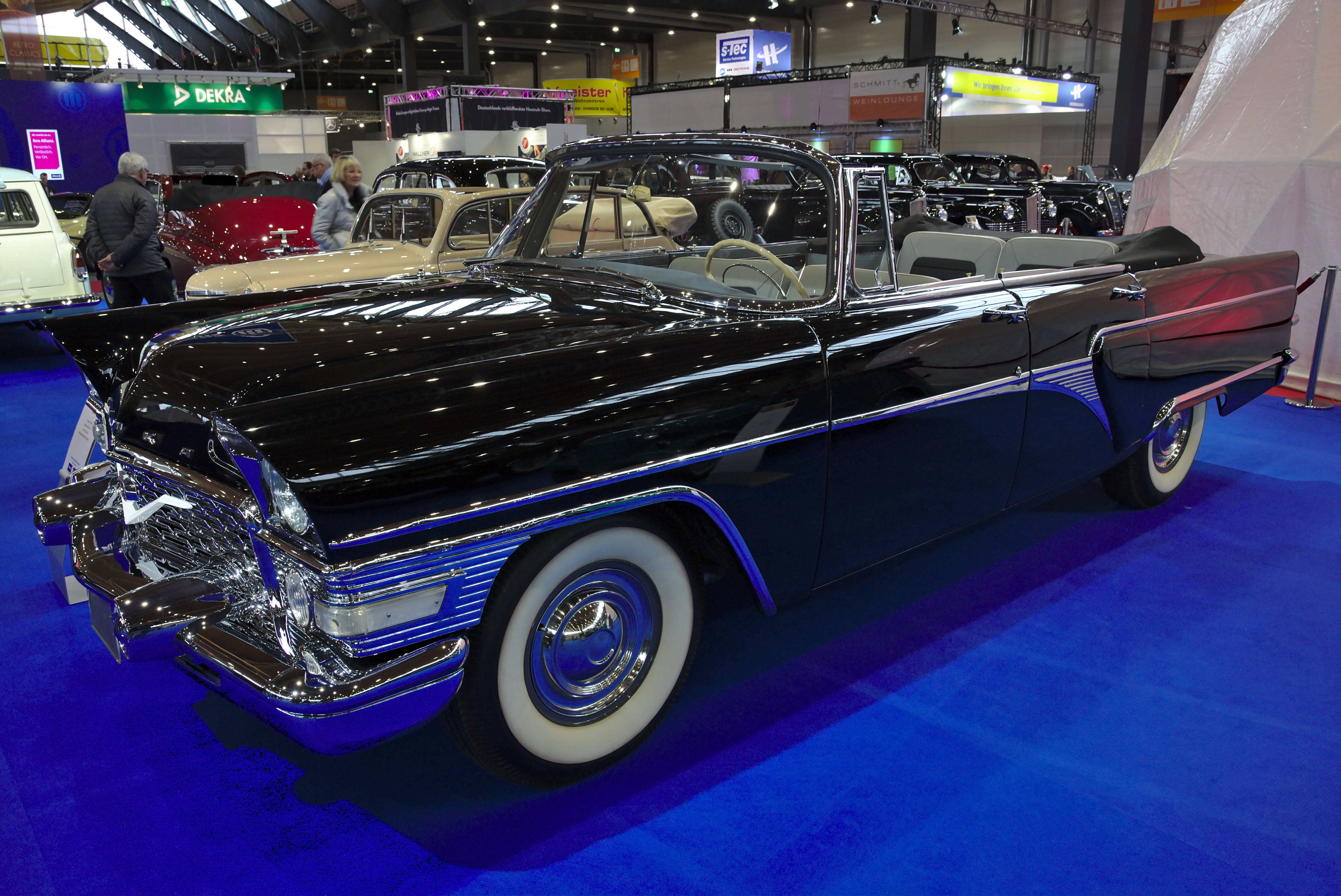
ГАЗ-13Б «Чайка»

- Штабной вариант АМО-Ф-15 (1927) — 9-местный автомобиль на шасси грузовика АМО-Ф-15, изготовлено 2 экз.;
- Ford Model A (1927) (1930—1933) — 5-местный четырёхдверный Ford-A образца 1930 г, собиравшийся на заводах «Гудок Октября» и КИМ из американских комплектов;
- ГАЗ-А (1932—1936) — локализованный в 1932—1934 гг. на ГАЗе «Форд-А», собирался также на заводе КИМ;
- ГАЗ-11-40, ГАЗ-61-40 (1940—1941) — с 4-дверным кузовом на базе седана ГАЗ-11-73, в 1940 году изготовлена малая партия из 5 или 6 фаэтонов, а в 1941-м они реконструированы под шасси ГАЗ-61;
- ЗИС-102, ЗИС-102А (1939—1941) — с 4-дверным кузовом на базе лимузина ЗИС-101;
- ЗИЛ-111Д (1964—1967) — с 4-дверным кузовом на базе лимузина ЗИЛ-111Г[источник не указан 544 дня];